# Oaș, Cluj
Oaș este un sat în comuna Frata din județul Cluj, Transilvania, România.